# Ferran López
Ferran López Torras  (nacido el 19 de noviembre de 1971 en Barcelona, es un exjugador de baloncesto español. Mide 1,88 metros y jugaba en el puesto de base. Es el hermano del también  baloncestista profesional Sergi López.

## Carrera
Formado en la cantera del Joventut Badalona, salta al baloncesto profesional en el año 1989 con el equipo que le vio crecer, en ese momento denominado Ram Joventut de Badalona. Su carrera deportiva es muy extensa, jugando un total de 495 partidos en la liga ACB, ha pasado por diversidad de clubes, pero cabe destacar uno, el Baloncesto Fuenlabrada, donde ha jugado 9 temporadas en dos etapas distintas.
El 26 de mayo de 2009, tras la victoria contra el TAU, anuncia en rueda de prensa su retirada de la práctica activa del baloncesto.Al finalizar la temporada se hará cargo de la dirección deportiva del Baloncesto Fuenlabrada.

## Palmarés

### Campeonatos nacionales
- Liga ACB Joventut Badalona - (España): 1991.
- Copa del Rey Saski-Baskonia SAD - (España): 1994-1995.
- Copa Príncipe de Asturias Baloncesto Fuenlabrada - (España): 2004-2005.
- Liga LEB Baloncesto Fuenlabrada - (España): 2004-2005.

### Campeonatos internacionales
- Campeonato de Europa Júnior de Groninga - 1990.
- Recopa (Saski-Baskonia SAD) - 1996.

### Consideraciones personales
- Internacional (Selección de baloncesto de España)
- All Star ACB - 1998.